# Зивинское сражение
Зивинское сражение — одно из ключевых сражений Кавказской кампании Русско-турецкой войны (1877—1878), произошедшее 13 июня 1877 года между частями русской императорской армии и войсками Османской империи близ села Зивин.
Не следует путать его с событиями, произошедшими на данном театре военных действий во время Крымской войны (1853—1856) (экспедиция генерал-лейтенанта Брюммера за Саганлуг).

## Предыстория
В начале июня 1877 года, для оказания содействия Эриванскому отряду, направленному в тыл турецкой армии Ахмеда Мухтара-паши, расположенной на Саганлуге, был выделен из состава главных сил особый отряд под командованием генерал-лейтенанта Василия Александровича Геймана (17 батальонов, 42 эскадрона и сотни, 64 орудия). 9 июня отряд выступил из-под Карса и 11 июня достиг селения Меджингерт на Саганлуге, в половине перехода от Зивина, у которого на высотах правого берега Зивин-чая занимали позицию части османской армии.
Позиция турок представляла собой плато, покрытое отрогами Саганлуга, ограниченное глубокими и скалистыми ущельями и пересекавшееся дорогой из Карса в Эрзерум. Плато было занято укреплённым турецким лагерем, главная оборонительная линия которого, представлявшая собой дугу в 6 километров, занимала восточную окраину плато и оканчивалась на южной высоте (Хорум-даге).
Непрерывные фортификационные работы турок в течение месяца существенно увеличили природную силу позиции; укрепления были расположены в три линии: передовые высоты были усилены траншеями, во второй линии на главной позиции находились редуты и артиллерийские батареи, а третью линию составляла арьергардная позиция из глубоких траншей, за которыми находились госпитали и склады. Позиция оборонялась 21 батальоном, 6 эскадронами и 18 орудиями; всего 10—11 тысяч человек, под командованием Измаил-паши.
Остальные силы турок находились следующим образом: у Даяра и Дели-Бабы, против Эриванского отряда генерала А. А. Тергукасова, под началом Мухтара-паши (11—12 тысяч человек), а затем у Хоросана и Кеприкева, под началом Магомет-бея и Мусы Алхасовича Кундухова, около 3,5 тысячи человек.
12 июня от Тергукасова было получено известие о боях у Драм-Дага и Даяра, с просьбой отвлечь от Эриванского отряда силы Мухтара-паши. Ввиду этого Гейман решил 13 июня атаковать Зивинскую позицию, соединив фронтальный удар пехотой с обходом правого фланга неприятеля кавалерией.

## Битва
После подробного осмотра позиции была отдана словесная команда, сущность которой сводилась к следующему: конница (26 эскадронов и сотен, при 16 конных пушках) генерал-лейтенанта князя Чавчавадзе, наступая в охват правого фланга турок, должна была атаковать в тыл по Эрзерумской дороге; пехота (Кавказская гренадерская дивизия), разделённая на правую колонну (генерал-майора С. А. Авинова, 4 батальона и 24 орудия), центр (генерал-майора Д. В. Комарова, 7 батальонов и 8 орудий) и левую колонну (генерал-майора А. К. Зедергольма, 4 батальона и 8 орудий), должна была штурмовать соответствующие части турецкой позиции; три сотни казаков должны были охранять правый фланг атакующих, а 12 сотен — левый и поддерживать связь с Чавчавадзе; 2 батальона, 1 сотня и 8 орудий должны были прикрывать вагенбург, расположенный на биваке у села Мелидюза.
Со сборного пункта кавалерия князя Чавчавадзе выступила в 13:00, а пехота — в 14:00. Колонны Комарова и Зедергольма перешли Зивин-чай и поднялись под огнем на высоты правого фланга. Турки были выбиты из траншей 1-й линии на передовых высотах. Предстояла атака главной позиции, отделенной глубоким оврагом с крутыми боками. Зедергольм решил выждать результатов обхода и приостановил наступление своей колонны (Мингрельский гренадерский полк); но Комаров (Грузинский и Тифлисский пехотные полки) пытался перейти овраг и атаковать 2-ю неприятельскую линию. Однако, крутизна подступов, сильный огонь турок, недостаток патронов и невозможность поддержать пехоту артиллерийским огнём с близких дистанций, парализовали усилия колонны Комарова.
Турки, стянув к центру резервы, отбили все атаки. Двум батальонам правой колонны Авинова (Эриванский гренадерский полк), после переправы через Ханычайское ущелье и Зивин-чайский овраг, к 7 часам вечера удалось подняться на высоты правого берега и охватить левый фланг турок. Однако, батальоны Авинова были вскоре атакованы скрывавшейся в складках местности вражеской кавалерией. Это дало возможность туркам подтянуть из общего резерва для поддержки левого фланга 2½ табора с 6 орудиями и, таким образом, парализовать охват.
Остальные два батальона генерала Авинова были израсходованы, как резерв. К 19:30 бой начал затихать; турки израсходовали уже все резервы, у Русской армии же оставалось мало утомленные боем 4 батальона левой колонны Зедергольма (Мингрельский полк) и 2 батальона правой колонны (Эриванский полк); кроме того, удар кавалерии князя Чавчавадзе мог бы склонить успех боя в сторону русских. Все с нетерпением ждали появления конницы на высотах правого фланга и в тылу турок, но она не показывалась. Князь Чавчавадзе не выполнил поставленной ему задачи: девятиверстовой путь, по которому должен был двигаться русская кавалерия, оказался очень тяжелым, и передовые части смогли подойти к правому флангу противника только к 7 часам вечера; но и здесь, изрытая оврагами местность, помешала действиям в конном строю и выезду конных батарей. Несколько сотен казаков, спешившись, завязали перестрелку, но появление со стороны Кеприкея (на правом фланге) значительных турецких сил, заставило отступить и их. С наступлением темноты сражение прекратилось. Ночью русские войска были переведены на левый берег реки Зивин-чай; а турки их не преследовали.
Прибытие к неприятелю подкреплений и недостаток боеприпасов не позволили русским продолжать бой на следующий день. 14 июня, в 18:00, отряд Геймана, исполняя приказ генерал-адъютанта Лорис-Меликова, начал планомерное отступление к Карсу.

## Потери
- Русская императорская армия: убитыми — 7 офицеров и 119 нижних чинов, ранеными — 28 офицеров и 673 нижних чинов.
- Армия Османской империи: 1 345 человек[3].

## Итог
Бой у Зивина был проигран русскими в тактическом отношении, но в стратегическом плане — задача, возложенная на отряд Геймана, была выполнена: сражение отвлекло главные силы Мухтара от Эриванского отряда генерал-лейтенанта Тергукасова и позволили последнему начать безопасное отступление за Агры-даг.